# 얀피에테 아르프
얀피에테 아르프(독일어: Jann-Fiete Arp, 2000년 1월 6일)는 독일의 축구선수로 포지션은 공격수이다. 현재 2. 분데스리가의 홀슈타인 킬에서 활약하고 있다.

## 클럽 경력
아르프는 함부르거 SV 소속으로 SV 베르더 브레멘과의 경기에서 데뷔했다. 2017년 10월 28일 아르프는 헤르타 BSC와의 경기에서 득점을 올리며 2000년대 출생 선수 최초로 분데스리가 득점에 성공했다.
2019년 2월 7일 FC 바이에른 뮌헨은 아르프와 계약 체결을 발표했고, 아르프는 2019년 7월 1일부터 바이에른 뮌헨에 합류했다.

## 수상
개인
- 프리츠 발터 메달: U17 금메달 (2017)
- 함부르거 SV 영플레이어상: 2017-18[6]